# Władysław Wołłowicz
Władysław Wołłowicz herbu Bogoria (ur. 1615 – zm. 14 września 1668 roku w Wilnie) – hetman polny litewski od 1667 roku, wojewoda witebski od 1656 roku, kasztelan smoleński od 1653 roku, pisarz polny litewski od 1639 roku, chorąży trocki w latach 1636–1653, horodniczy trocki w latach 1634–1665, sekretarz królewski, dworzanin Jego Królewskiej Mości.
Wziął udział w wojnie smoleńskiej, w 1634 dostał się na krótko do rosyjskiej niewoli. Poseł na sejm 1638 roku, sejm 1645 roku, sejm 1647 roku. W latach 1648–1650 uczestniczył w tłumieniu powstania Chmielnickiego. Poseł sejmiku trockiego na sejm 1649/1650 roku, poseł na sejm 1652 (II) i 1653 roku. W czasie potopu szwedzkiego towarzyszył królowi Janowi Kazimierzowi na Śląsku. Jako jedyny z dygnitarzy litewskich podpisał akt konfederacji łańcuckiej.
W 1658 wziął udział w wojnie polsko-rosyjskiej, ponosząc wraz z Mikołajem Judyckim 8 lutego 1659 druzgocącą klęskę w bitwie pod Miadziołem. Na sejmie 1661 roku wyznaczony z Senatu komisarzem do zapłaty wojsku Wielkiego Księstwa Litewskiego.
Na sejmie 1667 roku wyznaczony z Senatu komisarzem do zapłaty wojsku Wielkiego Księstwa Litewskiego. W 1667 roku, przeszedł do obozu Paców, którym zawdzięczał przyznanie przez króla buławy polnej. Po abdykacji Jana II Kazimierza w 1668 roku, popierał do polskiej korony kandydaturę carewicza Fiodora. 